# Olivier Ledroit
Olivier Ledroit, né le 3 juin 1969 à Meaux, est un dessinateur de bande dessinée français. Ses travaux portent largement sur le médiéval-fantastique. Il vit depuis le début des années 2000 en Bretagne.

## Biographie

### Débuts
Olivier Ledroit suit des études pendant 2 ans à l'École supérieure des arts appliqués Duperré à Paris. Puis, après quelques illustrations pour des magazines de jeux de cartes, c'est en recherchant du travail lors d'un salon de jeux de réflexion qu'il fait la connaissance de Froideval. Il lui propose alors de participer à un projet de bande dessinée pour les éditions Zenda. C'est ainsi qu'en 1989 est édité le premier tome des Chroniques de la Lune noire, dont il dessine les cinq premiers volumes (sans toutefois coloriser le cinquième), en collaboration avec Froideval. Il réalise également l'intégralité des couvertures de cette série, reprise ensuite par Dargaud.
Cette bande dessinée d'inspiration clairement médiéval-fantastique engendre dans les années 1990 un nouveau style nommé bande dessinée gothique, qui trouve son inspiration directement dans les univers médiévaux-fantastiques des années 1980 et dans la littérature fantastique du XIXe siècle. Elle inspirera à son tour les auteurs d'univers des années 1990 à nos jours. Olivier Ledroit est aujourd'hui reconnu comme un précurseur et leader de ce style.

### Années 1990: de Vents d'Ouest à Soleil
En 1994 les éditions Vents d'Ouest éditent le premier tome de Xoco dont Olivier Ledroit dessine le premier diptyque sur un scénario de Thomas Mosdi. Cette série très inspirée par H. P. Lovecraft reprend le style gothique et macabre des Chroniques de la Lune noire. Christophe Palma prendra la suite au dessin sur deux autres volumes bien plus fantastiques.
Pendant et après Xoco, l'illustrateur travaille avec Pat Mills sur Sha, édité aux éditions Soleil. Cette nouvelle série, en 3 tomes édités de 1996 à 1998, change le registre d'Olivier Ledroit mais l'ambiance malsaine et violente, propre au dessin de l'artiste, est présente,.
L'année 1998 marque d'ailleurs une courte pause dans sa collaboration avec Mills car l'artiste réalise entièrement (scénario et dessins) le premier tome de La Porte écarlate, éditée aux éditions Soleil. Mais le succès n'est pas au rendez-vous et la série est interrompue.

### Depuis 2000: Nickel etRequiem
En 2000 Olivier Ledroit et Pat Mills, frustrés par leur collaboration « désastreuse » avec les éditions Soleil créent les éditions Nickel avec Jacques Collin (fondateur des éditions Zenda). Pat Mills y devient le scénariste de la seconde série phare de l'artiste : Requiem, Chevalier Vampire. La première édition de Requiem n'est pas tout de suite reconnue (notamment car la première maquette, que l'artiste a réalisée lui-même sur son ordinateur personnel, ne satisfait pas le public), mais le « bouche à oreille » fonctionne et la série devient rapidement un succès. À tel point qu'en 2005 est édité Claudia, chevalier vampire (scénario de Pat Mills et dessins de Franck Tacito) qui reprend l'univers de Requiem.
Cette nouvelle série, prévue sur 12 tomes, s'illustre par un détachement du style habituel de la BD gothique. L'ambiance y est très malsaine, très gore, sanglante et très violente, chaque tome apportant une surenchère par rapport au précédent. Les quatre premiers tomes notamment ont un peu déconcerté les lecteurs de par l'agencement (voulu par Olivier Ledroit) des cases et de l'association des couleurs. Chaque tome se démarque d'ailleurs par une couleur dominante (même si la couleur rouge reste la couleur prédominante). Cependant 30 000 exemplaires de chaque tome se vendent. En 2007 sort le 7e tome de la série : Le Couvent des sœurs de sang.
En parallèle de la série Requiem, il dessine le premier tome: GhorGhor Bey des Arcanes de la Lune Noire, préquelle destinée à détailler l'histoire des personnages des Chroniques de la Lune noire. Tout comme cette dernière, cette série a pour scénariste Froideval et pour coloriste Yves Lencot (qui avait mis en couleur les tomes 10 à 12 des Chroniques) ; Olivier Ledroit assure le dessin du tome 1, sorti en 2001.
En 2005 est publié son Univers féerique d'Olivier Ledroit aux éditions Daniel Maghen, recueil d'illustrations, graphiquement proche d'un ouvrage naturaliste. Sur chaque double-page s'étalent des dessins inédits de l'artiste (exceptées quelques illustrations) représentant des créatures imaginaires (fées, trolls, etc.). Ce recueil, à travers dessins sur feuille cartonnée et écrits, tranche avec le style habituel d'Olivier Ledroit, qui avouera que ce projet avait germé bien avant ses œuvres plus récentes. On y retrouvera d'ailleurs une ancienne planche parue dans le magazine Casus Belli. Fin 2007 parait une version porte-folio.
En 2006 il travaille en collaboration avec le studio de jeux vidéo Ubisoft pour Heroes of Might and Magic V,.
Fin 2007 il est à l'origine, chez Nickel, d'un gros artbook se présentant sur 288 pages comme une somme des différentes facettes de l'artiste, et piochant à la fois dans ses séries à succès et ses travaux parallèles. Il participe également à l'ouvrage collectif Le Monde des dragons à travers quelques illustrations.
En 2014 il transpose son univers féerique dans une nouvelle série de BD : Wika.

## Style graphique et influences
Le style d'Olivier Ledroit sans être un style à part, est reconnaissable. Son trait de crayon est peu marqué du fait de l'utilisation presque exclusive de techniques d'aquarelles pour la colorisation de ses œuvres. Il a un style très proche de l'illustrateur John Howe.
Ses inspirations proviennent directement de la littérature fantastique du XIXe siècle, des comics (notamment le dessinateur Mike Mignola) ainsi que d'auteurs tels que Frank Frazetta ou Bernie Wrightson. Il affectionne également des auteurs plus récents : le réalisateur japonais d'anime Hayao Miyazaki et les illustrateurs Jean-Baptiste Monge et Erlé Ferronnière.
Les yeux ont une place importante dans les illustrations d'Olivier Ledroit. Thème récurrent, on en retrouve énormément dans Sha.
Expérimentant l'apport de matières dans ses planches, Ledroit introduit à partir de la série Wika des dentelles et pièces de métal dorées ou argentées  qu'il colle sur ses dessins. Cette nouvelle technique se retrouve dans des peintures originales.

## Publications

### Bandes dessinées
- Chroniques de la Lune noire (scénario de Froideval, Dargaud)
  1. Le signe des ténèbres (1989)
  2. Le vent des Dragons (1990)
  3. La marque des Démons (1991)
  4. Quand sifflent les serpents (1992)
  5. La danse écarlate (1994)
- Xoco (scénario de Thomas Mosdi, Vents d'Ouest)
  1. Papillon obsidienne (1994)
  2. Notre seigneur l'écorché (1995)
- Sha (scénario de Pat Mills, Soleil)
  1. The shadow one (1996)
  2. Soul Wound (1997)
  3. Soul Vengeance (1998)
- La Porte écarlate (Soleil)
  1. Les irradiés (1998)
- Requiem, Chevalier Vampire (scénario de Pat Mills, Nickel)
  1. Résurrection (2000)
  2. Danse macabre (2001)
  3. Dracula (2002)
  4. Le Bal des vampires (2003)
  5. Dragon blitz (2004)
  6. Hellfire Club (2005)
  7. Le Couvent des Sœurs de Sang (2007)
  8. La reine des âmes mortes (2008)
  9. La cité des pirates (2010)
  10. Bain de sang (2011)
  11. Amours Défuntes (2012)
  12. La chute de Dracula (2024)
- Les Arcanes de la Lune noire (scénario de Froideval, Dargaud)
  1. Ghorghor Bey (2001)
- Les Contes de l'Ankou (scénario de Jean-Luc Istin, Soleil)
  - 3. Au Royaume des morts... (2007)
- Wika (scenario Thomas Day & Olivier Ledroit, Glenat)
  1. Wika et la fureur d'Obéron (2014)
  2. Wika et les fées noires (2016)
  3. Wika et la gloire de Pan (2019)
- Le troisième œil (Glénat)
  1. La ville lumière (2021)
  2. Le Veilleur du Crépuscule (2022)

### Illustrations
- L'Univers féerique d'Olivier Ledroit (Daniel Maghen, 2005)
- Ledroit (anthologie, Nickel, 2007)
- L'Univers des dragons (Daniel Maghen, 2007)
- Couvertures des séries Chroniques de la Lune noire, Les Arcanes de la Lune noire (Dargaud) et Methraton (Albin Michel)
- Belles de nuit (Nickel, 2013)
- Fées et Amazones (Glénat, 2015)